# Agrostis simulans
Agrostis simulans é uma espécie de gramínea do gênero Agrostis, pertencente à família Poaceae.